# Kinderweltmuseum Schloss Walchen

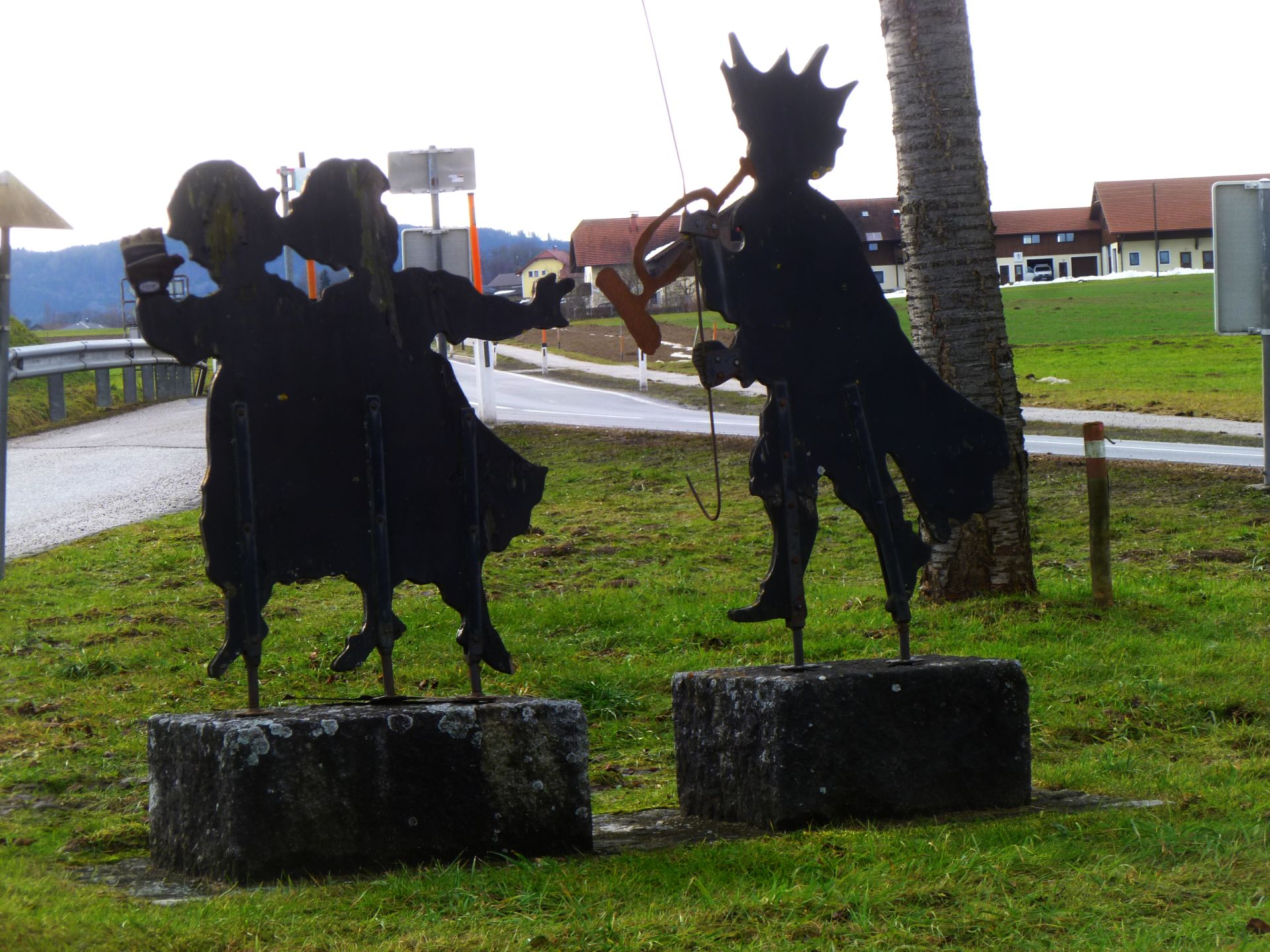
Wegweiser zum Kinderweltmuseum

Das Kinderweltmuseum Schloss Walchen war ein Museum im Ortsteil Walchen der Gemeinde Vöcklamarkt im Bezirk Vöcklabruck des Landes Oberösterreich, zwischen dem ehemaligen Meierhof und dem Schloss Walchen (Walchen 3). Das Kinderweltmuseum wurde 2017 geschlossen.

## Geschichte
Das Kinderweltmuseum wurde 1979 von der 2004 verstorbenen Eugenie Hanreich gegründet. Für die Kunsthistorikerin und Volkskundlerin waren reformpädagogische Konzepte und ökologische Ideen leitend. Aus diesen Gründen wurden in dem Museum Spielsachen aus natürlichen Materialien ausgestellt und Spielstationen im Freien zur Anregung des Umgangs mit der Tierwelt und der Natur zur Verfügung gestellt. Auf über 800 m² Ausstellungsfläche wurde ein buntes Kaleidoskop über eine noch nicht allzu lange vergangenen Zeit dargeboten. Das Museum wurde vom österreichischen Fernsehen für seine Kinderfreundlichkeit mit dem 1. rosaroten Teddybären ausgezeichnet.

## Konzeption
In dem Museum befanden sich etwa 1200 Exponate, wobei die Situation von Kindern in verschiedenen sozialen Milieus Schwerpunkt der Sammlung war. Es wurde eine Gegenüberstellung des Lebens der Kinder im bürgerlichen, bäuerlichen und im Arbeitermilieu angezielt. Diese drei „Kinderwelten“ führten die Besucher von der Mitte des 19. Jahrhunderts (der Zeit des Biedermeier) und vom Beginn des 19. Jahrhunderts bis in die Gegenwart. Die Ausstellung war nach Themengruppen geordnet, angesprochen wurden Geburt, Ernährung, Garderobe, Hygiene, Wohnen, religiöse Erziehung, Schule, Leitbilder der Knaben- und Mädchenerziehung und andere Themen. Das Leben in den Kinderstuben wurde mit einer Fülle von Anschauungsmaterial dokumentiert.
Eine Besonderheit bildete die Villa Kunterbunt. In dieser waren über 30 Spielstationen aufgebaut. So konnten in einem Spiegelkabinett Kinder und Eltern ihr Aussehen im Zerrspiegel bewundern. In einem Zirkuszelt konnte man verschiedene Kunststücke wie das Jonglieren ausprobieren, auf alten Instrumenten musizieren, sich verkleiden oder mit einer Waschrumpel Wäsche waschen. Im „Pippi-Langstrumpf-Zimmer“ durften die Kinder den Fußboden nicht berühren und mussten über Möbel und Seile klettern. In dem „Kinderpostamt“ konnte geschrieben und gestempelt werden.
In einem Naturspielpark wurden Spiele für Kinder jeder Altersgruppe angeboten. Anhand 100 pädagogisch wertvoller Stationen konnten die Kinder durch eigene Aktivität viel über sich und ihre Umwelt erfahren. Die Stationen waren nach dem Bildungskonzept Maria Montessori gestaltet. Ein etwa 100 m langer Kräuterlehrpfad führte zu den Naturdenkmälern und der Lindenallee im Schlosspark. Diese fast 200 Jahre alte Lindenallee von Schloss Walchen besitzt einen besonderen Reiz.